# العلاقات السلوفينية الكوستاريكية
العلاقات السلوفينية الكوستاريكية هي العلاقات الثنائية التي تجمع بين سلوفينيا وكوستاريكا.

## مقارنة بين البلدين
هذه مقارنة عامة ومرجعية للدولتين:
| وجه المقارنة                                              | سلوفينيا                                                      | كوستاريكا                                 |
| --------------------------------------------------------- | ------------------------------------------------------------- | ----------------------------------------- |
| المساحة (كم2)                                             | 20.27 ألف                                                     | 51.10 ألف                                 |
| عدد السكان (نسمة)                                         | 2.07 مليون                                                    | 4.91 مليون                                |
| الكثافة السكانية (ن./كم²)                                 | 102.12                                                        | 96.09                                     |
| العاصمة                                                   | ليوبليانا                                                     | سان خوسيه                                 |
| اللغة الرسمية                                             | اللغة السلوفينية، اللغة الإيطالية، لغة مجرية                  | اللغة الإسبانية                           |
| العملة                                                    | يورو، تولار سلوفيني                                           | كولون كوستاريكي                           |
| الناتج المحلي الإجمالي (بليون دولار)                      | 48.77 مليار                                                   | 57.06 مليار                               |
| الناتج المحلي الإجمالي (تعادل القوة الشرائية) بليون دولار | 66.01 مليار                                                   | 74.98 مليار                               |
| الناتج المحلي الإجمالي الاسمي للفرد دولار أمريكي          | 20.73 ألف                                                     | 11.26 ألف                                 |
| الناتج المحلي الإجمالي للفرد دولار أمريكي                 | 30.40 ألف                                                     | 14.92 ألف                                 |
| مؤشر التنمية البشرية                                      | 0.880                                                         | 0.766                                     |
| رمز المكالمات الدولي                                      | +386                                                          | +506                                      |
| رمز الإنترنت                                              | .si                                                           | .cr، قائمة نطاقات المستوى الأعلى للإنترنت |
| المنطقة الزمنية                                           | توقيت وسط أوروبا، ت ع م+01:00، ت ع م+02:00، أوروبا/ليوبليانا ‏ | 00                                        |

## منظمات دولية مشتركة
يشترك البلدان في عضوية مجموعة من المنظمات الدولية، منها:
| علم المنظمة | اسم المنظمة                               | تاريخ انضمام سلوفينيا | تاريخ انضمام كوستاريكا |
| ----------- | ----------------------------------------- | --------------------- | ---------------------- |
|             | الاتحاد البريدي العالمي                   | ?                     | ?                      |
|             | يونسكو                                    | 27 مايو 1992          | 19 مايو 1950           |
|             | البنك الدولي للإنشاء والتعمير             | 25 فبراير 1993        | 8 يناير 1946           |
|             | منظمة التجارة العالمية                    | ?                     | ?                      |
|             | وكالة ضمان الاستثمار متعدد الأطراف        | 19 مارس 1993          | 8 فبراير 1994          |
|             | الاتحاد الدولي للاتصالات                  | 16 يونيو 1992         | 13 سبتمبر 1932         |
|             | منظمة الشرطة الجنائية الدولية             | ?                     | ?                      |
|             | مؤسسة التمويل الدولية                     | 25 فبراير 1993        | 20 يوليو 1956          |
|             | الأمم المتحدة                             | 22 مايو 1992          | 2 نوفمبر 1945          |
|             | مؤسسة التنمية الدولية                     | 25 فبراير 1993        | 30 يونيو 1961          |
|             | الفريق المعني برصد الأرض                  | ?                     | ?                      |
|             | منظمة حظر الأسلحة الكيميائية              | ?                     | ?                      |
|             | المركز الدولي لتسوية المنازعات الاستشارية | 6 أبريل 1994          | 27 مايو 1993           |

## وصلات خارجية
- موقع وزارة الخارجية السلوفينية
- موقع وزارة الخارجية الكوستاريكية